# Angelópolis
Angelópolis è un comune della Colombia facente parte del dipartimento di Antioquia.
Il centro abitato venne fondato da Joaquín e Petrona Franco il 16 giugno 1887, mentre l'istituzione del comune è del 13 luglio 1896.